# Anjeux
Anjeux is een gemeente in het Franse departement Haute-Saône (regio Bourgogne-Franche-Comté) en telt 157 inwoners (2011). De plaats maakt deel uit van het arrondissement Lure.

## Geografie
De oppervlakte van Anjeux bedraagt 8,8 km², de bevolkingsdichtheid is 17,8 inwoners per km². In de gemeente ontspringt de Planey.
De onderstaande kaart toont de ligging van Anjeux met de belangrijkste infrastructuur en aangrenzende gemeenten.

## Demografie
Onderstaande figuur toont het verloop van het inwonertal (bron: INSEE-tellingen).